# Regenbogen-Befehl
Der Regenbogen-Befehl der deutschen Kriegsmarine im Zweiten Weltkrieg besagte, dass alle nicht für die Fischerei oder zum Minenräumen geeigneten Schiffe und U-Boote der Kriegsmarine zu versenken seien, um sie nicht dem Feind übergeben zu müssen. Dieser Befehl wurde von Großadmiral Karl Dönitz am 30. April 1945, als er die Nachfolge Hitlers antrat, bestätigt, dann aber bereits am 4. Mai wieder zurückgenommen.
Nach den Maßgaben des Regenbogen-Befehls wurden über 200 deutsche U-Boote bei Kriegsende von ihren Besatzungen versenkt.

## Grundlage des Regenbogen-Befehls
Für die Einheiten der Kriegsmarine bestand seit Kriegsbeginn eine ständige Dienstanweisung, dass ein Kriegsschiff zu versenken sei, wenn es in Feindeshand zu fallen drohte. Diese Anweisung wurde im Jahr 1943 für die U-Boote der Kriegsmarine spezifiziert und mit dem Kennwort „Regenbogen“ versehen. Seither bestand für die deutschen U-Boote ein ständiger Befehl zur Selbstversenkung bei Ausgabe des Kennworts „Regenbogen“. Dieser Befehl berief sich einerseits auf die von Hitler ausgegebene Direktive, dass „kein Soldat der Wehrmacht, oder einer anderen, unter deutschem Befehl stehenden Kampfeinheit, jemals vor dem Feind kapitulieren“ dürfe. Des Weiteren entsprach die Selbstversenkung in aussichtsloser Lage der Tradition der Marinen vieler Nationalitäten. Die wenige Jahre zuvor erfolgte Selbstversenkung der dänischen Flotte wie auch die Selbstversenkung der Vichy-Flotte waren von der deutschen Seekriegsleitung hingenommen worden, ohne die Verantwortlichen zur Rechenschaft zu ziehen.

## Ausführung des Regenbogen-Befehls
Die Auslieferung der Schiffe der Kriegsmarine war Bestandteil der am 4. Mai unterzeichneten Teilkapitulation der Wehrmacht für Nordwestdeutschland, Dänemark und die Niederlande. Während Dönitz mit der Übergabe im Interesse dieser Vereinbarung einverstanden war, erhob das Oberkommando der Wehrmacht Einwände. Dennoch nahm Dönitz den Regenbogen-Befehl zurück. Mit der Einstellung des U-Boot-Krieges zum 4. Mai, was er per Funkspruch verkündete, verband der Großadmiral die Anweisung, keine Schiffe oder Waffen zu zerstören. Am Abend desselben Tages sprach eine Delegation von U-Boot-Kommandanten in Dönitz’ Hauptquartier im Sonderbereich Mürwik vor, um sich die Rücknahme des Regenbogen-Befehls von ihm persönlich bestätigen zu lassen, wurde aber nicht zu ihm vorgelassen. Sein Adjutant, Korvettenkapitän Walter Lüdde-Neurath, erklärte bei dieser Gelegenheit, wenn er U-Boot-Kommandant wäre, wüsste er, was zu tun sei.
Viele U-Boot-Kommandanten ignorierten die Zurücknahme des Befehls und versenkten dennoch ihre Boote in oder vor den Häfen. Johann Ludwig Graf Schwerin von Krosigk, als Minister an der Regierung Dönitz beteiligt, verdeutlichte später, dass viele U-Boot-Kommandanten dabei in dem Glauben handelten, mit der Selbstversenkung nach dem tatsächlichen Willen Dönitz’ zu handeln. Am 4. und 5. Mai wurden entsprechend dem Wortlaut des Regenbogen-Befehls und entgegen den Kapitulationsbedingungen in der Flensburger Förde 28 U-Boote von ihren Besatzungen versenkt. Hinzu kamen 47 in der Geltinger Bucht versenkte Boote, zwei in Cuxhaven versenkte Walter-U-Boote und ein U-Boot in Eckernförde. Zudem wurden bei Wilhelmshaven 13 und bei Bremerhaven acht Ausbildungsboote selbstversenkt, darunter eine Anzahl betagter ehemaliger Schulboote, die erst kurze Zeit vorher reaktiviert worden waren.

### U-Boote in gegnerischen Gewässern
Die meisten der sich zum Zeitpunkt der Kapitulation in See befindenden deutschen U-Boote liefen zwischen dem 9. und dem 19. Mai britische und US-amerikanische Häfen an. Doch einige Kommandanten sahen sich weiterhin an den Regenbogen-Befehl gebunden. Am 8. Mai 1945 wurde im Kattegat das deutsche U-Boot U 2365 aufgrund des Regenbogen-Befehls selbstversenkt. Es wurde 1955 wieder gehoben. Der Kommandant von U 287 versenkte sein Boot vor Altenbruch und gab als Grund für den Verlust des Bootes einen Minentreffer an. U 963, bei Kriegsende mit der Verminung des Seegebietes vor der Isle of Portland befasst, wurde am 20. Mai bei Nazaré selbstversenkt. U 979 wurde am 24. Mai vor Amrum gesprengt, und die Besatzung von U 1277 versenkte ihr Boot am 3. Juni vor der portugiesischen Küste.

### Anzahl der selbstversenkten U-Boote
Über die tatsächliche Anzahl der aufgrund des Regenbogen-Befehls selbstversenkten U-Boote besteht in der Literatur keine Einigkeit. Dies liegt zum einen daran, dass teilweise auch Boote miteingerechnet werden, die vor dem 4. Mai – also zum Beispiel auf Eigeninitiative oder in Befolgung der Anweisungen des Chefs der 25. U-Flottille, Wilhelm Schulz – bereits am 2. und 3. Mai selbstversenkt wurden. Zum anderen besteht Uneinigkeit, ob Boote mitzuzählen seien, die zwar in Dienst gestellt waren, aber noch keine Frontreife erreicht hatten. U 29, U 30, U 46 wurden am 5. Mai in der Flensburger Förde versenkt, obwohl sie zum Teil bereits vor Jahren außer Dienst gestellt worden waren. Mit U 3047, U 3050 und U 3051, sowie U 1026 wurde bei Bremerhaven und Flensburg zudem eine Anzahl noch unfertiger Boote versenkt.
Im September 1945 von den Alliierten zusammengestellten Unterlagen zufolge wurden insgesamt 222 deutsche U-Boote Anfang Mai von ihren Besatzungen in Befolgung des Regenbogen-Befehls selbstversenkt. Andere Quellen sprechen davon, dass in diesem Zeitraum 218, 216, 232 oder 225 U-Boote gesprengt oder durch Öffnen der Ventile versenkt wurden.

## Strafverfolgung durch alliierte Militärgerichte
Alliierte Militärgerichte verfolgten in mehreren Fällen deutsche Marineoffiziere als Kriegsverbrecher, da sie nach Kriegsende ihre U-Boote in Verstoß gegen die Kapitulationsbestimmungen hatten versenken lassen.
Obwohl britische Marineoffiziere Verständnis für Selbstversenkungen zeigten und äußerten, dies werde auch von britischen Seeleuten und Offizieren in vergleichbaren Situationen erwartet, bestand die britische Marineführung darauf, eine harte Linie gegen deutsche Marineangehörige einzuschlagen, die eigenes Kriegsmaterial zerstört hatten. Ein britischer Marineoffizier, der in Wilhelmshaven für die Vorbereitung einer Anklageschrift verantwortlich war, äußerte hierzu: „Der Kommandant wird wahrscheinlich erschossen, obwohl die britische Marine das, was er tat, unter den selben Umständen genau so auch von einem Engländer erwarten würde.“
Es wurden allerdings keine Todesurteile gefällt, sondern die höchste Strafe waren 7 Jahre Haft. Trotz gegensätzlicher Empfehlung der Rechtsabteilung der britischen Marine wurde Oberleutnant zur See Gerhard Grumpelt, der die beiden U-Boote U 1406 und U 1407 am 7. Mai 1945 bei Cuxhaven hatte versenken lassen, vor ein britisches Militärgericht gestellt und am 13. Februar 1946 zu 7 Jahren Haft verurteilt, was der britische Kommandant am 8. März bestätigte, allerdings auf 5 Jahre verkürzte. Ebenfalls zu 7 Jahren Haft verurteilt wurde am 5. Juli 1946 der Kommandant von U 1277 Ehrenreich Stever, der sein U-Boot am 2. Juni 1945 vor der Küste Portugals hatte versenken lassen und mit seiner gesamten Besatzung von den Portugiesen an die Briten ausgeliefert worden war. Auch hier wurde die Strafe auf 5 Jahre verkürzt. In beiden Fällen wurden später weitere 3 Jahre erlassen, und Grumpelt verließ das Gefängnis am 12. Februar 1948.
Weitere Marineoffiziere, die wegen Selbstversenkungen vor Gericht gestellt wurden, allerdings ohne Verurteilungen, waren der Kommandant von U 979 Johannes Meermeier und Kommandant von U 287 Heinrich Meier. Johannes Meermeier saß 99 Tage im britischen Gefängnis.